# Rémouly
Der Rémouly (französisch: Ruisseau de Rémouly) ist ein kleiner Fluss in Frankreich, der im Département Aude in der Region Okzitanien verläuft. Er entspringt unter dem Namen Ruisseau de Marmairane im nordwestlichen Gemeindegebiet von Palairac, am Plateau du Prat de Labat, entwässert generell Richtung Nordnordost durch den Regionalen Naturpark Corbières-Fenouillèdes und mündet nach rund 17 Kilometern im Gemeindegebiet von Saint-Laurent-de-la-Cabrerisse als linker Nebenfluss in die Nielle.

## Orte am Fluss
(Reihenfolge in Fließrichtung)
- Les Baraques, Gemeinde Villerouge-Termenès
- La Tuilerie, Gemeinde Talairan
- Sainte-Anne, Gemeinde Talairan
- Talairan
- L’Arquet, Gemeinde Saint-Laurent-de-la-Cabrerisse